# Jack Gwillim
Jack William Frederick Gwillim (15 de diciembre de 1909 - 2 de julio de 2001) fue un actor inglés.

## Biografía
Nacido en Canterbury, Kent, Inglaterra, se unió a la Royal Navy a los 17 años y sirvió durante más de veinte años, convirtiéndose en uno de los hombres más jóvenes en obtener el rango de Comandante  donde se convirtió en campeón de boxeo y jugador de rugby, fue invalidado en 1946. 
En el escenario, apareció tanto en el Shakespeare Memorial Theatre en Stratford como en el Old Vic.

## Filmografía
- La batalla del Río de la Plata (1956)
- The One That Got Away (1957)
- sueño de una noche de verano (1959)
- La India en llamas (1959)
- Salomón y la reina de Saba (1959)
- Sink the Bismarck! (1960)
- Let's Get Married (1960)
- Circus of Horrors (1960)
- Oscar Wilde (1960)
- Sword of Sherwood Forest (1960)
- Sentenced for Life] (1960)
- No Love for Johnnie (1961)
- Lisa (1962)
- Los hijos del capitán Grant  (1962)
- Lawrence de Arabia (1962)
- The Rivals (1963)
- Sammy Going South (1963)
- Jasón y los argonautas (1963)
- The World Ten Times Over (1963)
- The Curse of the Mummy's Tomb (1964)
- Operación Trueno (1965) - Senior RAF Staff Officer (uncredited)
- Kiss the Girls and Make Them Die (1966) - British ambassador
- A Man for All Seasons (1966)
- Casino Royale (1967)
- Komba (1969)
- La batalla de Inglaterra (1969)
- Patton (1970)
- Cromwell (1970)
- Furia de titanes (1981)
- Cita a ciegas (1987)
- The Monster Squad (1987)
- Blue Shark Hash (2001)